# Nemzeti Bajnokság I 1908-1909
L'edizione 1908-09 del Nemzeti Bajnokság I vide la vittoria finale del Ferencvárosi TC, che conquista il suo quarto titolo.
Capocannoniere del torneo fu Imre Schlosser del Ferencvárosi TC con 30 reti.
Il campionato era costituito da un girone per le squadre di Budapest, più altri quattro campionati regionali. I vincitori di questi si sarebbero sfidati tra di loro, e la vincente avrebbe sfidata la vincente di Budapest per il titolo nazionale. Il Kassai AC sfidò il Ferencvárosi TC per il titolo nazionale.
Finale nazionale: Ferencvárosi TC - Kassai AC 11-0

## Classifica (Budapest)
|   | Classifica      | G  | V  | N | P  | GF | GS | Dif | Pt |
| - | --------------- | -- | -- | - | -- | -- | -- | --- | -- |
| 1 | Ferencvárosi TC | 16 | 14 | 0 | 2  | 69 | 21 | +48 | 28 |
| 2 | MAC             | 16 | 8  | 6 | 2  | 33 | 25 | +8  | 22 |
| 3 | Budapesti TC    | 16 | 9  | 3 | 4  | 27 | 16 | +11 | 21 |
| 4 | MTK (C)         | 16 | 9  | 2 | 5  | 43 | 19 | +24 | 20 |
| 5 | Fővárosi TC     | 16 | 8  | 2 | 6  | 36 | 36 | 0   | 18 |
| 6 | BAK             | 16 | 6  | 2 | 8  | 24 | 28 | -4  | 14 |
| 7 | Bp. Törekvés SE | 16 | 4  | 3 | 9  | 30 | 49 | -19 | 11 |
| 8 | Újpesti TE      | 16 | 3  | 2 | 11 | 19 | 41 | -22 | 8  |
| 9 | Typographia SC  | 16 | 0  | 2 | 14 | 13 | 59 | -46 | 2  |

- (C) Campione nella stagione precedente

### Verdetti
- Ferencvárosi TC campione d'Ungheria 1908-09.
- Typographia SC retrocesso in Nemzeti Bajnokság II.